# Firsdown
Firsdown – osada i civil parish w Anglii, w hrabstwie Wiltshire. W 2011 civil parish liczyła 581 mieszkańców.